# Letse Historische en Culturele Regio's-serie
Letland geeft ter gelegenheid van de viering van de 100ste verjaardag van de onafhankelijkheid in 2018 in de periode van 2016 tot en met 2025 vijf nationale 2-euroherdenkingsmunten uit, die aan de historische en culturele regio's van het land zijn gewijd. Oorspronkelijk zou deze serie uit vier munten bestaan die in de periode van 2016 tot en met 2018 zijn uitgegeven. Begin februari 2025 heeft de Bank van Letland echter gemeld nog een vijfde munt, die aan de regio Selonië zal zijn gewijd, aan deze serie te zullen toevoegen en deze in 2025 te zullen uitgeven. Hieronder staat een tabel met een overzicht van de reeds uitgegeven munten en de toekomstige munt:
| 2016 | 1 | Midden-Lijfland |  | Het ontwerp toont het wapen van de historische landstreek van Letland - Vidzeme of Livland. Bovenaan staat de aanduiding van het uitgevende land „LATVIJA”, en onderaan de inscriptie „VIDZEME”. Rechts is het jaar van uitgifte „2016” vermeld. Langs de buitenrand van de munt zijn de twaalf sterren van de Europese vlag afgebeeld. | Het ontwerp toont het wapen van de historische landstreek van Letland - Vidzeme of Livland. Bovenaan staat de aanduiding van het uitgevende land „LATVIJA”, en onderaan de inscriptie „VIDZEME”. Rechts is het jaar van uitgifte „2016” vermeld. Langs de buitenrand van de munt zijn de twaalf sterren van de Europese vlag afgebeeld. | Het ontwerp toont het wapen van de historische landstreek van Letland - Vidzeme of Livland. Bovenaan staat de aanduiding van het uitgevende land „LATVIJA”, en onderaan de inscriptie „VIDZEME”. Rechts is het jaar van uitgifte „2016” vermeld. Langs de buitenrand van de munt zijn de twaalf sterren van de Europese vlag afgebeeld. | Het ontwerp toont het wapen van de historische landstreek van Letland - Vidzeme of Livland. Bovenaan staat de aanduiding van het uitgevende land „LATVIJA”, en onderaan de inscriptie „VIDZEME”. Rechts is het jaar van uitgifte „2016” vermeld. Langs de buitenrand van de munt zijn de twaalf sterren van de Europese vlag afgebeeld. | Het ontwerp toont het wapen van de historische landstreek van Letland - Vidzeme of Livland. Bovenaan staat de aanduiding van het uitgevende land „LATVIJA”, en onderaan de inscriptie „VIDZEME”. Rechts is het jaar van uitgifte „2016” vermeld. Langs de buitenrand van de munt zijn de twaalf sterren van de Europese vlag afgebeeld. |
| 2017 | 2 | Koerland        |  | Op de munt is het wapenschild van de regio Kurzeme afgebeeld. Bovenaan staat de naam van de uitgevende staat „LATVIJA” en onderaan de inscriptie „KURZEME”. Rechts is het jaar van uitgifte „2017” vermeld. Langs de buitenrand van de munt zijn de twaalf sterren van de Europese vlag afgebeeld.                                      | Op de munt is het wapenschild van de regio Kurzeme afgebeeld. Bovenaan staat de naam van de uitgevende staat „LATVIJA” en onderaan de inscriptie „KURZEME”. Rechts is het jaar van uitgifte „2017” vermeld. Langs de buitenrand van de munt zijn de twaalf sterren van de Europese vlag afgebeeld.                                      | Op de munt is het wapenschild van de regio Kurzeme afgebeeld. Bovenaan staat de naam van de uitgevende staat „LATVIJA” en onderaan de inscriptie „KURZEME”. Rechts is het jaar van uitgifte „2017” vermeld. Langs de buitenrand van de munt zijn de twaalf sterren van de Europese vlag afgebeeld.                                      | Op de munt is het wapenschild van de regio Kurzeme afgebeeld. Bovenaan staat de naam van de uitgevende staat „LATVIJA” en onderaan de inscriptie „KURZEME”. Rechts is het jaar van uitgifte „2017” vermeld. Langs de buitenrand van de munt zijn de twaalf sterren van de Europese vlag afgebeeld.                                      | Op de munt is het wapenschild van de regio Kurzeme afgebeeld. Bovenaan staat de naam van de uitgevende staat „LATVIJA” en onderaan de inscriptie „KURZEME”. Rechts is het jaar van uitgifte „2017” vermeld. Langs de buitenrand van de munt zijn de twaalf sterren van de Europese vlag afgebeeld.                                      |
| 2017 | 3 | Letgallen       |  | Op de munt is het wapenschild van de regio Latgale afgebeeld. Bovenaan staat de naam van de uitgevende staat „LATVIJA” en onderaan de inscriptie „LATGALE”. Rechts is het jaar van uitgifte „2017” vermeld. Langs de buitenrand van de munt zijn de twaalf sterren van de Europese vlag afgebeeld.                                      | Op de munt is het wapenschild van de regio Latgale afgebeeld. Bovenaan staat de naam van de uitgevende staat „LATVIJA” en onderaan de inscriptie „LATGALE”. Rechts is het jaar van uitgifte „2017” vermeld. Langs de buitenrand van de munt zijn de twaalf sterren van de Europese vlag afgebeeld.                                      | Op de munt is het wapenschild van de regio Latgale afgebeeld. Bovenaan staat de naam van de uitgevende staat „LATVIJA” en onderaan de inscriptie „LATGALE”. Rechts is het jaar van uitgifte „2017” vermeld. Langs de buitenrand van de munt zijn de twaalf sterren van de Europese vlag afgebeeld.                                      | Op de munt is het wapenschild van de regio Latgale afgebeeld. Bovenaan staat de naam van de uitgevende staat „LATVIJA” en onderaan de inscriptie „LATGALE”. Rechts is het jaar van uitgifte „2017” vermeld. Langs de buitenrand van de munt zijn de twaalf sterren van de Europese vlag afgebeeld.                                      | Op de munt is het wapenschild van de regio Latgale afgebeeld. Bovenaan staat de naam van de uitgevende staat „LATVIJA” en onderaan de inscriptie „LATGALE”. Rechts is het jaar van uitgifte „2017” vermeld. Langs de buitenrand van de munt zijn de twaalf sterren van de Europese vlag afgebeeld.                                      |
| 2018 | 4 | Semgallen       |  | Op de munt is het wapenschild van de regio Semgallen afgebeeld. Bovenaan staat de naam van de uitgevende staat „LATVIJA” en onderaan de inscriptie „ZEMGALE”. Rechts is het jaar van uitgifte „2018” vermeld. Langs de buitenrand van de munt zijn de twaalf sterren van de Europese vlag afgebeeld.                                    | Op de munt is het wapenschild van de regio Semgallen afgebeeld. Bovenaan staat de naam van de uitgevende staat „LATVIJA” en onderaan de inscriptie „ZEMGALE”. Rechts is het jaar van uitgifte „2018” vermeld. Langs de buitenrand van de munt zijn de twaalf sterren van de Europese vlag afgebeeld.                                    | Op de munt is het wapenschild van de regio Semgallen afgebeeld. Bovenaan staat de naam van de uitgevende staat „LATVIJA” en onderaan de inscriptie „ZEMGALE”. Rechts is het jaar van uitgifte „2018” vermeld. Langs de buitenrand van de munt zijn de twaalf sterren van de Europese vlag afgebeeld.                                    | Op de munt is het wapenschild van de regio Semgallen afgebeeld. Bovenaan staat de naam van de uitgevende staat „LATVIJA” en onderaan de inscriptie „ZEMGALE”. Rechts is het jaar van uitgifte „2018” vermeld. Langs de buitenrand van de munt zijn de twaalf sterren van de Europese vlag afgebeeld.                                    | Op de munt is het wapenschild van de regio Semgallen afgebeeld. Bovenaan staat de naam van de uitgevende staat „LATVIJA” en onderaan de inscriptie „ZEMGALE”. Rechts is het jaar van uitgifte „2018” vermeld. Langs de buitenrand van de munt zijn de twaalf sterren van de Europese vlag afgebeeld.                                    |
| 2025 | 5 | Selonië         |  | | | | | |